# Tim Grozer
Tim Grozer (* 14. Oktober 1998 in Budapest) ist ein ungarisch-deutscher Volleyballspieler.

## Karriere
Tim Grozer spielte in seiner Jugend beim Moerser SC, beim VV Humann Essen und beim SSF Fortuna Bonn. Als 16-Jähriger wechselte er zum Zweitligisten TSG Solingen Volleys. Ein Jahr später ging der Außenangreifer nach Belgien zu Noliko Maaseik. 2016 wechselte Grozer zurück nach Deutschland zum Erstligisten TV Rottenburg. 2020/21 spielte er beim Ligakonkurrenten United Volleys Frankfurt, mit dem er den DVV-Pokal gewann. 2021 wechselte er nach Polen zu Gwardia Wrocław.
Grozer war auch in der deutschen Junioren-Nationalmannschaft aktiv.

## Familie
Tim Grozer stammt aus einer ungarisch-deutschen Volleyballer-Familie; seine Großmutter, seine Eltern und seine drei Geschwister spielen bzw. spielten erfolgreich Volleyball. Dabei waren sowohl sein Vater Georg Grozer senior als auch sein Bruder Georg Grozer junior ungarische und deutsche Nationalspieler, spielten u. a. in der Bundesliga und wurden Volleyballer des Jahres.